# Siliquaria squamata
Siliquaria squamata är en snäckart som beskrevs av Henri Marie Ducrotay de Blainville 1827. Siliquaria squamata ingår i släktet Siliquaria och familjen Siliquariidae. Inga underarter finns listade i Catalogue of Life.